# Без названия
„Без названия“ (друго име – Мёд) е шестият студиен албум на Николай Носков. Включва 6 песни. Албумът е записан в Германия в студиото на Хорст Шнебел. Записът е направен с участието на двама от членовете на немската група De-Phazz. Песента „Исповедь“ е презаписана.
Песента „Ночь“, която се изпълнява в на „Музикална кутия“, е записана за първи път..

## Песни от албума
1. Без названия
2. Озера
3. Ночь
4. Я был один
5. Исповедь
6. Мёд

## Гост музиканти
- Оли Руби (Де Фаз) – барабани
- Bernd Windisch (Де Фаз) – китара
- Александр Рамус – китара
- Николай Суровцев – синтезатор
- оркестър Magnetic Fantasy